# 2002 في تشيلي
فيما يلي قوائم الأحداث التي وقعت خلال عام 2002 في تشيلي.

## سياسة

### تعيين في المنصب
- 7 يناير – ميشال باشليت minister of National Defence of Chile ‏.
- 11 مارس – فرناندو فلوريس عضو مجلس الشيوخ التشيلي ‏.

### انتهاء فترة المنصب
- 7 يناير – ميشال باشليت وزير الصحة ‏.

## رياضة
- 1 يناير – الدوري التشيلي لكرة القدم 2002 الفائز نادي أونيفرسيداد كاتوليكا.

## وفيات

### يناير
- 1 يناير – كارلوس كامبوس سيلفا (مواليد 1937) لاعب كرة قدم تشيلي.

### أغسطس
- 13 أغسطس – أوليسس راموس (مواليد 1919) لاعب كرة قدم تشيلي.

### أكتوبر
- 2 أكتوبر – فيرجينيا كوكس بالماسيدا (مواليد 1905) صحفية تشيلية.

### نوفمبر
- 14 نوفمبر – رينيه ميلينديز (مواليد 1928) لاعب كرة قدم تشيلي.